# Cheiloneurus nigrescens
Cheiloneurus nigrescens är en stekelart som beskrevs av Howard 1897. Cheiloneurus nigrescens ingår i släktet Cheiloneurus och familjen sköldlussteklar. Inga underarter finns listade i Catalogue of Life.